# Дидусенко, Михаил Александрович
Михаил Александрович Дидусенко (1951, Вильнюс — 2003, посёлок Расторгуево в черте города Видное / Подмосковье) — русский поэт.

## Биография
Учился в Вильнюсском педагогическом институте. Работал электриком, сторожем, журналистом. Был редактором молодёжной литовской газеты «Комьяунимо теса». Переехал жить в Ленинград. В 1973 — первые публикации в республиканской печати. Появились стихи в сборнике «Молодой Ленинград» (1988). Пробовал свои силы и на сцене. В эти времена имел прозвище Граф Вишенка (за нежность облика и чувствительность). В начале 80-х вернулся в Вильнюс. Тяготел к антисоциальному образу жизни. Неоднократная перемена мест жительства — метания между Вильнюсом и Ленинградом — сменилась безадресным бродяжничеством по России. Скитания завершились потерей всех документов. В итоге М.А. Дидусенко очутился без прописки в Расторгуеве. Поселок ему приглянулся своей относительной тишиной и здесь он осел до конца своей непутевой жизни. Но и при нищенстве своем таланта не растерял — стал номинантом Антибукера. Местные жители знали его как Мишу-бомжа (обитал в убогом полуразваленном домике на улице Старых большевиков, где его приютила Раиса Ивановна Лебедева и делилась с ним своей нищенской пенсией). При упомянутой кличке и настигла его смерть. Около недели пролежал в морге с биркой «неизвестный мужчина». Похоронен на Видновском кладбище.